# 舒乙
舒乙（1935年8月16日—2021年4月21日），男，满族，北京人，生于山东青岛，中国作家，中国现代文学馆研究馆员。老舍之子。

## 生平
1954年9月，舒乙赴苏联留学，在列宁格勒基洛夫林业技术大学林产化学工艺木材水解专业学习，5年后毕业。归国后，被分配到中国林业科学院进行科研工作。1960年，到中国林业科学院南京林产化学工业研究所，参加中华人民共和国林业部组织的木材水解科研重点试验。1978年，调入北京市光华木材厂任工程师，后升为教授级高级工程师，负责领导科研室及中心实验室，荣获中华全国总工会颁发的“技术革新全国先进单位”称号。
1978年起，舒乙开始发表作品，首篇作品《老舍的童年》连载于《人民日报》。1984年，调入中国作家协会任职，参与筹备中国现代文学馆。1985年中国现代文学馆开馆后，历任副馆长、常务副馆长。1986年成为中国作家协会会员。1993年后，负责筹建中国现代文学馆新馆。2000年5月，中国现代文学馆新馆落成，舒乙于同年6月出任馆长。。
2021年4月21日14时16分，因病医治无效在北京去世，享年86岁。

## 社会兼职
第七、八、九届北京市政协委员，第九、十届全国政协委员。

## 争议
中国作家王朔曾指责舒乙是“空头文学家”“文化官僚”，并暗示其对老舍自杀负有责任。舒乙回应称自己“无愧于老舍之子”。

## 著作
- 散文集：《老舍散记》、《父亲最后的两天》、《老舍的爱好和关坎》、《我的风筝》、《我爱北京》、《梦和泪》、《小绿棍》、《现代文坛瑰宝》、《父子情》、《我的思念》[2]
- 长篇传记文学：《老舍》[2]